# Денисов Олександр Анатолійович
Олександр Анатолійович Денисов (нар. 3 червня 1973, Єнакієве, Донецька область) — український спортивний журналіст, телеведучий, ексдиректор телеканалів «Футбол 1», «Футбол 2» та «Футбол 3», власник групи YouTube-каналів Футбол 2.0.

## Біографія
Мати — Тамара Вікторівна, ветеран педагогічної праці, тривалий час працювала завучем у школі № 1. Батько — Анатолій Олександрович, був відомим у місті викладачем вокалу.
Закінчив Донецьку державну академію управління. З 1996 року працював ведучим на Радіо «Да!».

## Телевізійна кар'єра
Кар'єру на телебаченні розпочав на початку 2000-х років, пройшовши співбесіду у Бориса Колеснікова. Пройшов шлях від рядового журналіста до редактора та ведучого програми «Футбольний вік-енд», а пізніше — очолив спортивну редакцію телеканалу «Україна».
У 2008 році став директором тематичного телеканалу «Футбол», що транслював матчі чемпіонатів України, Італії, Іспанії, Англії, Бразилії та ін). У 2011 році Денисов запустив другий телеканал — «Футбол+», який був платний, без реклами, транслював в основному матчі європейських чемпіонатів. 30 листопада 2013 року канали пережили ребрендинг та ренеймінг, і з того часу називаються «Футбол 1» та «Футбол 2».
У 2012 році під час Чемпіонату Європи з футболу в Україні разом з дочкою Олега Блохіна Іриною вів спеціальний проєкт «Великий футбол». Після завершення Євро-2012 ця програма замінила «Футбольний вік-енд» на каналі «Україна», а Денисов став її постійним ведучим, куди також залучались експерти.
У 2020 році Денисов запустив третій телеканал — «Футбол 3», який був платний.
22 липня 2022 року канали припинили своє мовлення. 11 липня 2022 року кінцевий власник медіахолдингу Рінат Ахметов оголосив про припинення діяльності телеканалів та друкованих ЗМІ «Медіа Групи Україна» та вихід материнської компанії «SCM» з медіабізнесу, обумовивши це прийняттям закону про деолігархізацію. Всі телеканали медіагрупи, зокрема «Футбол 1», «Футбол 2» та «Футбол 3» припинили самостійне мовлення.

## YouTube проєкти
25 вересня 2022 року Олександр Денисов оголосив про запуск самостійного проєкту та очолив групу каналів Футбол 2.0, куди ввійшли 7 YouTube каналів: Футбол 2.0, Футбол Time, Гра Футболів, Футбол Studio, Поза грою Show, Футбол Inside, Наша Перша. 
Вона стала першою та найбільшою групою україномовних каналів про футбол із загальною кількістю підписників понад 1,5 млн.  

## Нагороди та досягнення
У 2012 році отримав звання Заслуженого журналіста України.
У 2012, 2015 і 2016 роках Олександр Денисов отримав нагороду «Телетріумф» в номінації «Кращий ведучий спортивних програм».
У 2009 році «Футбольний уїк-енд» з Олександром Денисовим був визнаний найкращою спортивною програмою України.
У 2015 і 2016 роках програма «Великий футбол» з Олександром Денисовим була визнана найкращою спортивною програмою України.